# Iłża (gmina)
Iłża – gmina miejsko-wiejska w województwie mazowieckim, w powiecie radomskim. W latach 1975–1998 gmina położona była w województwie radomskim.
Siedziba gminy to Iłża.
Na terenie miasta i gminy Iłża znajduje się podstrefa Specjalnej Strefy Ekonomicznej Starachowice, obejmująca obszar 9,2 ha i zagospodarowana w ponad 8%.
Według danych z 31 grudnia 2021 gminę zamieszkiwało 14 357 osób.

## Miejscowości
| Miejscowości podstawowe oraz ich integralne części w administracji gminy Iłża - obszar wiejski                                                                                            | Miejscowości podstawowe oraz ich integralne części w administracji gminy Iłża - obszar wiejski | Miejscowości podstawowe oraz ich integralne części w administracji gminy Iłża - obszar wiejski | Miejscowości podstawowe oraz ich integralne części w administracji gminy Iłża - obszar wiejski | Miejscowości podstawowe oraz ich integralne części w administracji gminy Iłża - obszar wiejski |
| Nazwa | Rodzaj miejscowości                                                                            | Miejscowość podstawowa                                                                         | SIMC                                                                                           | Położenie geograficzne                                                                         |
| --- | ---------------------------------------------------------------------------------------------- | ---------------------------------------------------------------------------------------------- | ---------------------------------------------------------------------------------------------- | ---------------------------------------------------------------------------------------------- |
| Alojzów | wieś                                                                                           |                                                                                                | 0622546                                                                                        | 51°13′15″N 21°15′18″E/51,220833 21,255000                                                      |
| Białka | wieś                                                                                           |                                                                                                | 0622813                                                                                        | 51°08′21″N 21°12′28″E/51,139167 21,207778                                                      |
| Błaziny Dolne | wieś                                                                                           |                                                                                                | 0622552                                                                                        | 51°08′05″N 21°14′23″E/51,134722 21,239722                                                      |
| Błaziny Górne | wieś                                                                                           |                                                                                                | 0622575                                                                                        | 51°08′14″N 21°15′03″E/51,137222 21,250833                                                      |
| Chwałowice | wieś                                                                                           |                                                                                                | 0622581                                                                                        | 51°10′43″N 21°18′42″E/51,178611 21,311667                                                      |
| Florencja | wieś                                                                                           |                                                                                                | 0622658                                                                                        | 51°12′20″N 21°15′57″E/51,205556 21,265833                                                      |
| Gaworzyna | wieś                                                                                           |                                                                                                | 0622664                                                                                        | 51°12′20″N 21°12′17″E/51,205556 21,204722                                                      |
| Jasieniec Iłżecki Dolny | wieś                                                                                           |                                                                                                | 0622670                                                                                        | 51°06′24″N 21°10′36″E/51,106667 21,176667                                                      |
| Jasieniec Iłżecki Górny | wieś                                                                                           |                                                                                                | 0622718                                                                                        | 51°07′11″N 21°10′48″E/51,119722 21,180000                                                      |
| Jasieniec-Maziarze | wieś                                                                                           |                                                                                                | 0622983                                                                                        | 51°06′25″N 21°11′32″E/51,106944 21,192222                                                      |
| Jedlanka Nowa | wieś                                                                                           |                                                                                                | 0623020                                                                                        | 51°12′48″N 21°18′50″E/51,213333 21,313889                                                      |
| Jedlanka Stara | wieś                                                                                           |                                                                                                | 0623480                                                                                        | 51°11′57″N 21°16′57″E/51,199167 21,282500                                                      |
| Kajetanów | wieś                                                                                           |                                                                                                | 0622753                                                                                        | 51°13′30″N 21°16′45″E/51,225000 21,279167                                                      |
| Kolonia Seredzice | wieś                                                                                           |                                                                                                | 0622760                                                                                        | 51°09′02″N 21°13′11″E/51,150556 21,219722                                                      |
| Koszary | wieś                                                                                           |                                                                                                | 0622820                                                                                        | 51°07′10″N 21°14′49″E/51,119444 21,246944                                                      |
| Kotlarka | wieś                                                                                           |                                                                                                | 0991019                                                                                        | 51°08′02″N 21°16′56″E/51,133889 21,282222                                                      |
| Krzewa | wieś                                                                                           | Jasieniec Iłżecki Górny                                                                        | 0622747                                                                                        | 51°07′20″N 21°09′23″E/51,122222 21,156389                                                      |
| Krzyżanowice | wieś                                                                                           |                                                                                                | 0622842                                                                                        | 51°11′46″N 21°13′49″E/51,196111 21,230278                                                      |
| Małomierzyce | wieś                                                                                           |                                                                                                | 0622888                                                                                        | 51°11′50″N 21°19′52″E/51,197222 21,331111                                                      |
| Maziarze Nowe | wieś                                                                                           |                                                                                                | 0623072                                                                                        | 51°07′40″N 21°17′10″E/51,127778 21,286111                                                      |
| Maziarze Stare | wieś                                                                                           |                                                                                                | 0623534                                                                                        | 51°07′56″N 21°18′04″E/51,132222 21,301111                                                      |
| Michałów | wieś                                                                                           | Pakosław                                                                                       | 0623209                                                                                        | 51°10′28″N 21°08′33″E/51,174444 21,142500                                                      |
| Nowy Jasieniec Iłżecki | wieś                                                                                           |                                                                                                | 0623089                                                                                        | 51°07′08″N 21°12′35″E/51,118889 21,209722                                                      |
| Pakosław | wieś                                                                                           |                                                                                                | 0623095                                                                                        | 51°11′32″N 21°10′42″E/51,192222 21,178333                                                      |
| Pastwiska | wieś                                                                                           |                                                                                                | 0622569                                                                                        | 51°07′03″N 21°13′35″E/51,117500 21,226389                                                      |
| Pieńki | wieś                                                                                           |                                                                                                | 0623215                                                                                        | 51°13′55″N 21°14′19″E/51,231944 21,238611                                                      |
| Piłatka | wieś                                                                                           |                                                                                                | 0623238                                                                                        | 51°09′46″N 21°17′03″E/51,162778 21,284167                                                      |
| Piotrowe Pole | wieś                                                                                           |                                                                                                | 0623267                                                                                        | 51°05′18″N 21°17′22″E/51,088333 21,289444                                                      |
| Płudnica | wieś                                                                                           |                                                                                                | 0623340                                                                                        | 51°13′51″N 21°11′29″E/51,230833 21,191389                                                      |
| Prędocin | wieś                                                                                           |                                                                                                | 0623379                                                                                        | 51°08′56″N 21°19′24″E/51,148889 21,323333                                                      |
| Prędocinek | wieś                                                                                           |                                                                                                | 0623391                                                                                        | 51°09′32″N 21°19′55″E/51,158889 21,331944                                                      |
| Prędocin-Kolonia | wieś                                                                                           |                                                                                                | 0623385                                                                                        | 51°09′20″N 21°18′33″E/51,155556 21,309167                                                      |
| Seredzice | wieś                                                                                           |                                                                                                | 0623400                                                                                        | 51°09′08″N 21°11′05″E/51,152222 21,184722                                                      |
| Seredzice-Zawodzie | wieś                                                                                           |                                                                                                | 0623474                                                                                        | 51°08′45″N 21°11′15″E/51,145833 21,187500                                                      |
| Starosiedlice | wieś                                                                                           |                                                                                                | 0623540                                                                                        | 51°10′57″N 21°13′05″E/51,182500 21,218056                                                      |
| Walentynów | wieś                                                                                           |                                                                                                | 0623563                                                                                        | 51°13′06″N 21°14′30″E/51,218333 21,241667                                                      |
| Huta-Dobrzyń | przysiółek wsi                                                                                 | Alojzów                                                                                        | 1055316                                                                                        | 51°13′28″N 21°16′09″E/51,224444 21,269167                                                      |
| Malenie | przysiółek wsi                                                                                 | Krzyżanowice                                                                                   | 0622871                                                                                        | 51°11′17″N 21°15′25″E/51,188056 21,256944                                                      |
| Malenie | przysiółek wsi                                                                                 | Jedlanka Stara                                                                                 | 0623528                                                                                        | 51°11′12″N 21°15′43″E/51,186667 21,261944                                                      |
| Moczydła | przysiółek wsi                                                                                 | Florencja                                                                                      | 1055339                                                                                        | 51°12′34″N 21°15′28″E/51,209444 21,257778                                                      |
| Nad Jeziorem | przysiółek wsi                                                                                 | Kolonia Seredzice                                                                              | 0622799                                                                                        | 51°08′56″N 21°13′30″E/51,148889 21,225000                                                      |
| Nowa Wieś | przysiółek wsi                                                                                 | Starosiedlice                                                                                  | 0623557                                                                                        | 51°10′38″N 21°12′41″E/51,177222 21,211389                                                      |
| Trupienie | przysiółek wsi                                                                                 | Płudnica                                                                                       | 0623362                                                                                        | 51°13′13″N 21°11′21″E/51,220278 21,189167                                                      |
| Tyce | przysiółek wsi                                                                                 | Gaworzyna                                                                                      | 1055374                                                                                        | 51°12′40″N 21°11′48″E/51,211111 21,196667                                                      |
| Błota | osada wsi                                                                                      | Pakosław                                                                                       | 0623161                                                                                        | 51°12′42″N 21°10′06″E/51,211667 21,168333                                                      |
| Wólka Jedlańska | osada wsi                                                                                      | Jedlanka Nowa                                                                                  | 0623043                                                                                        | 51°13′30″N 21°20′11″E/51,225000 21,336389                                                      |
| Gajówka Antoniów | osada leśna                                                                                    | Małomierzyce                                                                                   | 0622925                                                                                        | 51°12′06″N 21°23′41″E/51,201667 21,394722                                                      |
| Gajówka Błaziny | osada leśna                                                                                    | Koszary                                                                                        | 0623273                                                                                        | 51°06′37″N 21°14′33″E/51,110278 21,242500                                                      |
| Gajówka Jasieniec | osada leśna                                                                                    | Seredzice                                                                                      | 0623416                                                                                        | 51°07′38″N 21°10′03″E/51,127222 21,167500                                                      |
| Gajówka Kruki | osada leśna                                                                                    | Koszary                                                                                        | 0623280                                                                                        | 51°06′58″N 21°19′13″E/51,116111 21,320278                                                      |
| Gajówka Krzewa | osada leśna                                                                                    | Seredzice                                                                                      | 0623422                                                                                        | 51°07′42″N 21°08′35″E/51,128333 21,143056                                                      |
| Gajówka Małyszyn | osada leśna                                                                                    | Jasieniec Iłżecki Dolny                                                                        | 0622701                                                                                        | 51°06′12″N 21°09′12″E/51,103333 21,153333                                                      |
| Gajówka Maziarze | osada leśna                                                                                    | Koszary                                                                                        | 0623296                                                                                        | 51°06′48″N 21°14′31″E/51,113333 21,241944                                                      |
| Gajówka Maziarze | osada leśna                                                                                    | Jasieniec-Maziarze                                                                             | 0623008                                                                                        | 51°06′05″N 21°11′22″E/51,101389 21,189444                                                      |
| Gajówka Niwy | osada leśna                                                                                    | Seredzice                                                                                      | 0623439                                                                                        | 51°08′45″N 21°06′58″E/51,145833 21,116111                                                      |
| Gajówka Obrycie | osada leśna                                                                                    | Małomierzyce                                                                                   | 0622931                                                                                        | 51°12′24″N 21°19′15″E/51,206667 21,320833                                                      |
| Gajówka Osiny | osada leśna                                                                                    | Pakosław                                                                                       | 0623184                                                                                        | 51°11′13″N 21°07′11″E/51,186944 21,119722                                                      |
| Gajówka Pastwiska | osada leśna                                                                                    | Koszary                                                                                        | 0623304                                                                                        | 51°06′43″N 21°13′17″E/51,111944 21,221389                                                      |
| Gajówka Pieńki | osada leśna                                                                                    | Pieńki                                                                                         | 1055300                                                                                        | 51°14′03″N 21°14′03″E/51,234167 21,234167                                                      |
| Gajówka Podrzecze | osada leśna                                                                                    | Małomierzyce                                                                                   | 0622948                                                                                        | 51°12′55″N 21°20′13″E/51,215278 21,336944                                                      |
| Gajówka Seredzice | osada leśna                                                                                    | Seredzice                                                                                      | 0623445                                                                                        | 51°08′58″N 21°10′17″E/51,149444 21,171389                                                      |
| Leśniczówka Antoniów | osada leśna                                                                                    | Małomierzyce                                                                                   | 0622954                                                                                        | 51°12′06″N 21°21′07″E/51,201667 21,351944                                                      |
| Leśniczówka Błaziny | osada leśna                                                                                    | Koszary                                                                                        | 0623310                                                                                        | 51°06′41″N 21°14′12″E/51,111389 21,236667                                                      |
| Leśniczówka Jasieniec | osada leśna                                                                                    | Jasieniec-Maziarze                                                                             | 0623014                                                                                        | 51°06′27″N 21°12′09″E/51,107500 21,202500                                                      |
| Leśniczówka Kruki | osada leśna                                                                                    | Koszary                                                                                        | 0623327                                                                                        | 51°06′42″N 21°18′31″E/51,111667 21,308611                                                      |
| Leśniczówka Lisiury | osada leśna                                                                                    | Małomierzyce                                                                                   | 0622960                                                                                        | 51°11′04″N 21°20′03″E/51,184444 21,334167                                                      |
| Leśniczówka Niwy | osada leśna                                                                                    | Seredzice                                                                                      | 0623451                                                                                        | 51°09′52″N 21°05′48″E/51,164444 21,096667                                                      |
| Leśniczówka Podrzecze | osada leśna                                                                                    | Jedlanka Nowa                                                                                  | 0623037                                                                                        | 51°13′17″N 21°19′35″E/51,221389 21,326389                                                      |
| Leśniczówka Polany | osada leśna                                                                                    | Pakosław                                                                                       | 0623190                                                                                        | 51°12′52″N 21°07′08″E/51,214444 21,118889                                                      |
| Leśniczówka Seredzice | osada leśna                                                                                    | Seredzice                                                                                      | 0623468                                                                                        | 51°08′58″N 21°10′19″E/51,149444 21,171944                                                      |
| Nadleśnictwo Małomierzyce | osada leśna                                                                                    | Chwałowice                                                                                     | 0622612                                                                                        | 51°10′01″N 21°18′24″E/51,166944 21,306667                                                      |
| Budy | osada                                                                                          | Pakosław                                                                                       | 0623178                                                                                        | 51°10′03″N 21°09′18″E/51,167500 21,155000                                                      |
| Lipie | osada                                                                                          | Małomierzyce                                                                                   | 0622977                                                                                        | 51°11′04″N 21°19′26″E/51,184444 21,323889                                                      |
| Łąki | osada                                                                                          | Gaworzyna                                                                                      | 1055322                                                                                        | 51°12′33″N 21°12′28″E/51,209167 21,207778                                                      |
| Marcule | osada                                                                                          | Koszary                                                                                        | 0623333                                                                                        | 51°05′40″N 21°12′48″E/51,094444 21,213333                                                      |
| Pod Lasem | osada                                                                                          | Gaworzyna                                                                                      | 1055368                                                                                        | 51°12′32″N 21°13′01″E/51,208889 21,216944                                                      |
| Stanisławów-Młyn | osada                                                                                          | Płudnica                                                                                       | 0623356                                                                                        | 51°13′02″N 21°10′38″E/51,217222 21,177222                                                      |
| Jedlanka-Kolonia | kolonia                                                                                        | Jedlanka Stara                                                                                 | 0623511                                                                                        | 51°11′33″N 21°16′08″E/51,192500 21,268889                                                      |
| Błaziny Dolne | część wsi                                                                                      | Koszary                                                                                        | 0622836                                                                                        | 51°07′30″N 21°14′58″E/51,125000 21,249444                                                      |
| Budki Seredzickie | część wsi                                                                                      | Białka                                                                                         | 0622782                                                                                        | 51°08′38″N 21°13′32″E/51,143889 21,225556                                                      |
| Chwałowice Dolne | część wsi                                                                                      | Chwałowice                                                                                     | 0622606                                                                                        | 51°11′13″N 21°18′26″E/51,186944 21,307222                                                      |
| Dworskie Pole | część wsi                                                                                      | Jasieniec Iłżecki Dolny                                                                        | 0622687                                                                                        | 51°06′26″N 21°09′47″E/51,107222 21,163056                                                      |
| Glinice | część wsi                                                                                      | Pakosław                                                                                       | 0623103                                                                                        | 51°11′28″N 21°10′59″E/51,191111 21,183056                                                      |
| Górna Wieś | część wsi                                                                                      | Małomierzyce                                                                                   | 0622894                                                                                        | 51°11′51″N 21°20′47″E/51,197500 21,346389                                                      |
| Kąty | część wsi                                                                                      | Pakosław                                                                                       | 0623110                                                                                        | 51°11′36″N 21°10′23″E/51,193333 21,173056                                                      |
| Kolonia | część wsi                                                                                      | Jasieniec Iłżecki Dolny                                                                        | 0622693                                                                                        | 51°06′33″N 21°09′47″E/51,109167 21,163056                                                      |
| Kolonia | część wsi                                                                                      | Jasieniec Iłżecki Górny                                                                        | 0622724                                                                                        | 51°07′16″N 21°09′39″E/51,121111 21,160833                                                      |
| Kolonie | część wsi                                                                                      | Pakosław                                                                                       | 0623126                                                                                        | 51°11′37″N 21°10′57″E/51,193611 21,182500                                                      |
| Kolonie | część wsi                                                                                      | Krzyżanowice                                                                                   | 0622859                                                                                        | 51°11′58″N 21°13′17″E/51,199444 21,221389                                                      |
| Komorniki | część wsi                                                                                      | Jasieniec-Maziarze                                                                             | 0622990                                                                                        | 51°06′50″N 21°11′47″E/51,113889 21,196389                                                      |
| Lubianka | część wsi                                                                                      | Piłatka                                                                                        | 0623244                                                                                        | 51°09′43″N 21°17′45″E/51,161944 21,295833                                                      |
| Nowa Białka | część wsi                                                                                      | Białka                                                                                         | 0622807                                                                                        | 51°07′49″N 21°12′49″E/51,130278 21,213611                                                      |
| Nowa Wieś | część wsi                                                                                      | Chwałowice                                                                                     | 0622629                                                                                        | 51°10′17″N 21°17′54″E/51,171389 21,298333                                                      |
| Opocznie | część wsi                                                                                      | Chwałowice                                                                                     | 0622635                                                                                        | 51°11′37″N 21°17′46″E/51,193611 21,296111                                                      |
| Parcela | część wsi                                                                                      | Pakosław                                                                                       | 0623132                                                                                        | 51°11′32″N 21°10′02″E/51,192222 21,167222                                                      |
| Pastwiska | część wsi                                                                                      | Koszary                                                                                        | 1055351                                                                                        | 51°06′59″N 21°13′57″E/51,116389 21,232500                                                      |
| Piachy | część wsi                                                                                      | Pakosław                                                                                       | 0623149                                                                                        | 51°11′41″N 21°10′39″E/51,194722 21,177500                                                      |
| Podjedlanka | część wsi                                                                                      | Chwałowice                                                                                     | 0622641                                                                                        | 51°11′15″N 21°17′19″E/51,187500 21,288611                                                      |
| Podole | część wsi                                                                                      | Chwałowice                                                                                     | 0622598                                                                                        | 51°11′16″N 21°16′37″E/51,187778 21,276944                                                      |
| Stara Wieś | część wsi                                                                                      | Pakosław                                                                                       | 0623155                                                                                        | 51°11′19″N 21°10′15″E/51,188611 21,170833                                                      |
| Stara Wieś | część wsi                                                                                      | Małomierzyce                                                                                   | 0622902                                                                                        | 51°11′16″N 21°20′03″E/51,187778 21,334167                                                      |
| Stara Wieś | część wsi                                                                                      | Krzyżanowice                                                                                   | 0622865                                                                                        | 51°11′38″N 21°14′06″E/51,193889 21,235000                                                      |
| Święty Franciszek | część wsi                                                                                      | Piłatka                                                                                        | 0623250                                                                                        | 51°09′03″N 21°16′59″E/51,150833 21,283056                                                      |
| Wesołówka | część wsi                                                                                      | Jedlanka Stara                                                                                 | 0623505                                                                                        | 51°11′40″N 21°16′40″E/51,194444 21,277778                                                      |
| Wygoda | część wsi                                                                                      | Kolonia Seredzice                                                                              | 0622776                                                                                        | 51°08′39″N 21°13′05″E/51,144167 21,218056                                                      |
| Zagórze | część wsi                                                                                      | Jasieniec Iłżecki Górny                                                                        | 0622730                                                                                        | 51°07′31″N 21°09′43″E/51,125278 21,161944                                                      |
| Zalaski | część wsi                                                                                      | Małomierzyce                                                                                   | 0622919                                                                                        | 51°11′46″N 21°19′22″E/51,196111 21,322778                                                      |
| Źródła: Wykaz urzędowych nazw miejscowości i ich części (xls),Dz.U. z 2013 r. poz. 200 oraz Dz.U. z 2015 r. poz. 1636, Zbiory danych państwowego rejestru nazw geograficznych -2025-06-15 |                                                                                                |                                                                                                |                                                                                                |                                                                                                |

## Struktura powierzchni
Według danych z roku 2002 gmina Iłża ma obszar 255,82 km², w tym:
- użytki rolne: 53%
- użytki leśne: 39%

Gmina stanowi 16,72% powierzchni powiatu.

## Demografia

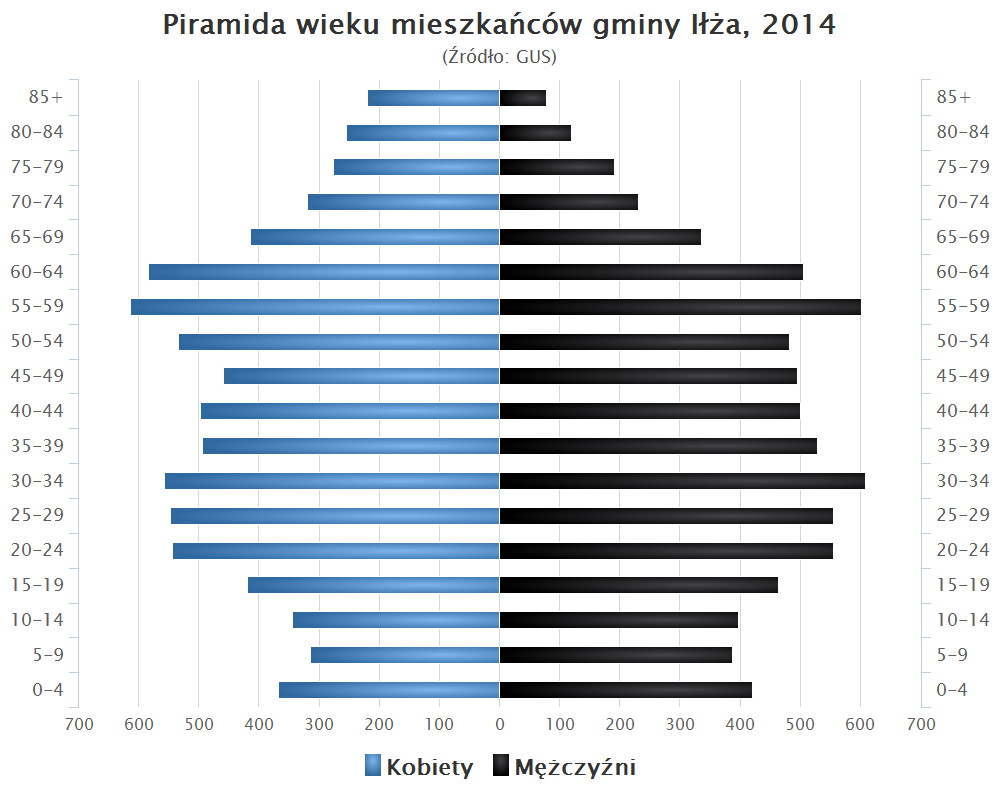
Piramida wieku mieszkańców gminy Iłża w 2014 roku

Dane z 30 czerwca 2004:
| Opis                              | Ogółem | Ogółem | Kobiety | Kobiety | Mężczyźni | Mężczyźni |
| --------------------------------- | ------ | ------ | ------- | ------- | --------- | --------- |
| jednostka                         | osób   | %      | osób    | %       | osób      | %         |
| populacja                         | 15 761 | 100    | 8090    | 51,3    | 7671      | 48,7      |
| gęstość zaludnienia (mieszk./km²) | 61,6   | 61,6   | 31,6    | 31,6    | 30        | 30        |

## Drogi
Przez gminę przechodzą dwie ważne drogi, Droga krajowa nr 9 oraz Droga wojewódzka nr 747
- E371 9 (18 km w  granicach gminy) Radom - Iłża - Ostrowiec Świętokrzyski - Rzeszów - Preszów

- 747 (6,7 km w granicach gminy) Iłża - Lipsko - Opole Lubelskie - Poniatowa - Bełżyce - Lublin

W gminie jest 82,7 km  dróg powiatowych:
- 34454 Iłża - Antoniów
- 34555 Iłża - Jedlanka Stara - Wólka Gonciarska
- 34466 Iłża - Pakosław
- 34465 Iłża - Seredzice
- 34443 Odechów – Sienno
- 34451 Walentynów – Tomaszów
- 34452 Wierzbica – Krzyżanowice
- 34556 Chwałowice – Ludwików
- 34561 Maziarze Nowe – Podkońce
- 34562 Błaziny Dolne – Piotrowe Pole
- 34463 Jasieniec Górny – Jasieniec Dolny
- 34464 Tychów – Pastwiska
- 34602 Kowalków – Małomierzyce

Resztę uzupełnia 116,5 km dróg gminnych.

## Obszary chronione

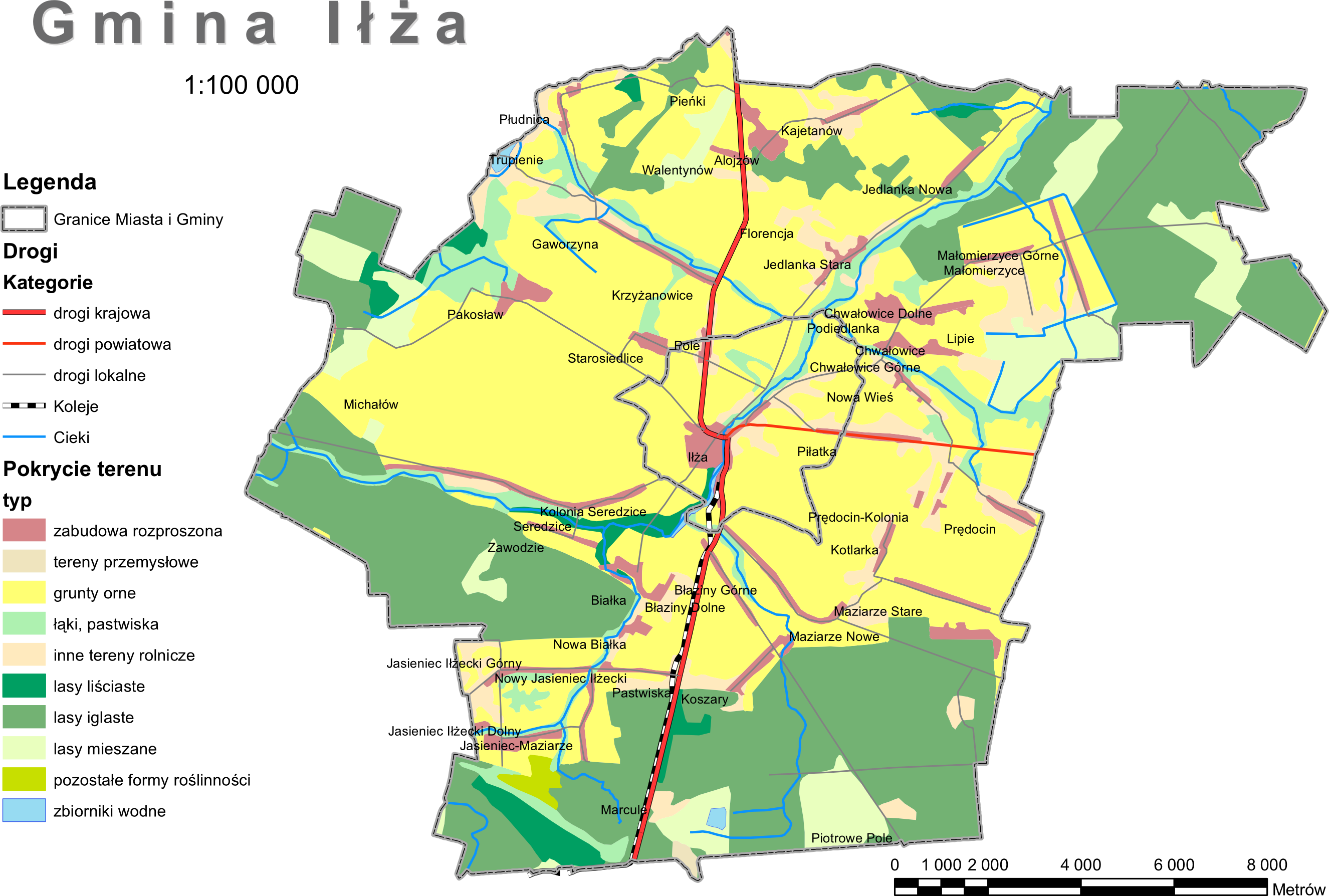
Mapa Gminy Iłża

Na terenie gminy Iłża są dwa rezerwaty przyrody:
- Dąbrowa Polańska o powierzchni 28,55 ha
- Piotrowe Pole

Duża część gminy należy do Obszaru Chronionego Krajobrazu Iłża Makowiec.

## Sołectwa
Alojzów, Białka, Błaziny Dolne, Błaziny Górne, Chwałowice, Florencja, Gaworzyna, Jasieniec Iłżecki Dolny, Jasieniec Iłżecki Górny, Jasieniec-Maziarze, Jedlanka Nowa, Jedlanka Stara, Kajetanów, Kolonia Seredzice, Koszary, Kotlarka, Krzyżanowice, Małomierzyce, Maziarze Nowe, Maziarze Stare, Pakosław, Pastwiska, Pieńki, Piłatka, Płudnica, Prędocin, Prędocinek, Prędocin-Kolonia, Seredzice, Starosiedlice, Walentynów
Wsie bez statusu sołectwa: Krzewa, Michałów, Nowy Jasieniec Iłżecki, Piotrowe Pole, Seredzice-Zawodzie.

## Sąsiednie gminy
Brody, Ciepielów, Kazanów, Mirzec, Rzeczniów, Skaryszew, Wierzbica